# Vojvodstva Poljske
Vojvodstvo (poljsko województwo, poljska izgovorjava: [vɔjɛˈvut͡stfɔ]; množina: województwa) je upravna delitev na najvišji ravni Poljske, ki ustreza pokrajini v mnogih drugih državah. Izraz je v uporabi od 14. stoletja.
Reforme lokalne uprave na Poljskem, sprejete leta 1998, ki so začele veljati 1. januarja 1999, so ustvarile šestnajst novih vojvodstev. Te so nadomestile 49 nekdanjih vojvodstev, ki so obstajale od 1. julija 1975, in so bolj podobne (po ozemlju, ne pa po imenu) vojvodstvom, ki so obstajala med letoma 1950 in 1975.
Današnja vojvodstva so večinoma poimenovana po zgodovinskih in geografskih regijah, medtem ko so vojvodstva pred letom 1998 večinoma prevzela imena po mestih, kjer so bila središča. Nove enote obsegajo površino od manj kot 10.000 km² (Opoljsko vojvodstvo) do več kot 35.000 km² (Mazovijsko vojvodstvo) in število prebivalcev od skoraj enega milijona (Opoljsko vojvodstvo) do več kot pet milijonov (Mazovijsko vojvodstvo).
Upravno pooblastilo na ravni vojvodstva si delijo guverner, ki ga imenuje vlada, imenovan vojvoda (wojewoda), izvoljena skupščina, imenovana sejmik in izvršni odbor (zarząd województwa), ki ga izbere ta skupščina, in ga vodi vojvodski maršal (marszałek województwa). Vojvodstva so nadalje razdeljena na powiate (okraje) in gmine (občine), najmanjše upravne enote Poljske.

## Etimologija in uporaba voivodeship
Nekateri pisci na podlagi zgodovinskih razlogov nasprotujejo prevajanju województwo v  provinca. Pred tretjo in zadnjo delitvijo Poljsko-litovske skupnosti, ki se je zgodila leta 1795, je bila vsaka od glavnih sestavnih regij Poljsko-litovske skupnosti – Velika Poljska, Mala Poljska, Litva in Kraljeva Prusija – včasih idiosinkratično označena kot »pokrajina« (prowincja). V skladu z argumentom pokrajina (kot je Velika Poljska) ne more biti sestavljena iz več pododdelkov ("województwa", množina "województwo"), ki se imenujejo tudi pokrajine. Vendar je to antikvarni premislek, saj se provinca na Poljskem v tem smislu ne uporablja že več kot dve stoletji.
Poljsko województwo, ki označuje drugostopenjsko poljsko ali poljsko-litovsko upravno enoto, izvira iz wojewoda (etimološko 'vojskovodja', 'vojni vodja' ali 'vodja bojevnikov', zdaj pa preprosto guverner województwa) in pripona -ztwo (stanje ali pogoj).
Poljska komisija za standardizacijo zemljepisnih imen zunaj Republike Poljske daje prednost obliki, ki izpušča 'e' in priporoča črkovanje "vojvodstvo" za uporabo.

## Vojvodstva od leta 1999

### Upravne moči
Pristojnosti in pooblastila na ravni vojvodstva si delijo vojvoda (guverner), sejmik (deželni zbor) in maršal. V večini primerov imajo vse te ustanove sedež v enem mestu, vendar so v Kujavsko-pomorjanskem in Lubuškem vojvodstvu vojvodski uradi v drugem mestu kot uradi izvršne oblasti in sejmika. Glavna mesta vojvodstva so navedena v spodnji tabeli.
Vojvodo imenuje predsednik vlade in je regionalni predstavnik centralne vlade. Vojvoda deluje kot vodja centralnih vladnih institucij na regionalni ravni (kot so policija in gasilci, uradi za potne liste in različni inšpektorati), upravlja premoženje centralne vlade v regiji, nadzira delovanje lokalne uprave, usklajuje ukrepe na terenu javne varnosti in varstva okolja ter ima posebna pooblastila v izrednih razmerah. Uradi vojvode so skupaj znani kot urząd wojewódzki.
Sejmik se voli vsakih pet let. Prvi od petletnih mandatov se je začel leta 2018; prejšnji mandati so trajali štiri leta. Volitve v sejmik potekajo sočasno z volitvami lokalnih oblasti na ravni powiat in gmin. Sejmik sprejema podzakonske akte, vključno z razvojno strategijo in proračunom vojvodstva. Prav tako voli marszałeka in druge člane izvršne oblasti in jih zahteva za odgovornost.
Izvršna oblast (zarząd województwa), ki jo vodi marszałek, pripravlja proračun in razvojne strategije, izvaja sklepe sejmika, upravlja premoženje vojvodstva in se ukvarja s številnimi vidiki regionalne politike, vključno z upravljanjem sredstev Evropske unije. Maršalovi uradi so skupaj znani kot urząd marszałkowski.

### Seznam vojvodstev
| Kratica                                         | Zastava | Grb | Terit. koda | Avtomob. oznaka | Vojvodstvo           | Poljsko ime         | Glavno mesto                        | Površina (km2) | Št. prebiv. (2021) | Preb. na km2 |
| ----------------------------------------------- | ------- | --- | ----------- | --------------- | -------------------- | ------------------- | ----------------------------------- | -------------- | ------------------ | ------------ |
| DS                                              |         |     | 02          | D               | Spodnješlezijsko     | dolnośląskie        | Vroclav                             | 19.947         | 2.891.321          | 145          |
| KP                                              |         |     | 04          | C               | Kujavsko-pomorjansko | kujawsko-pomorskie  | Bydgoszcz1, Toruń2                  | 17.971         | 2.061.942          | 115          |
| LU                                              |         |     | 06          | L               | Lublinsko            | lubelskie           | Lublin                              | 25.123         | 2.095.258          | 83           |
| LB                                              |         |     | 08          | F               | Lubuško              | lubuskie            | Gorzów Wielkopolski1, Zielona Góra2 | 13.988         | 1.007.145          | 72           |
| LD                                              |         |     | 10          | E               | Loško                | łódzkie             | Lodž                                | 18.219         | 2.437.970          | 134          |
| MA                                              |         |     | 12          | K               | Malopoljsko          | małopolskie         | Krakov                              | 15.183         | 3.410.441          | 225          |
| MZ                                              |         |     | 14          | W               | Mazovijsko           | mazowieckie         | Varšava                             | 35.559         | 5.425.028          | 153          |
| OP                                              |         |     | 16          | O               | Opoljsko             | opolskie            | Opole                               | 9.412          | 976.774            | 104          |
| PK                                              |         |     | 18          | R               | Podkarpatsko         | podkarpackie        | Rzeszów                             | 17.846         | 2.121.229          | 119          |
| PD                                              |         |     | 20          | B               | Podlaško             | podlaskie           | Białystok                           | 20.187         | 1.173.286          | 58           |
| PM                                              |         |     | 22          | G               | Pomorjansko          | pomorskie           | Gdansk                              | 18.323         | 2.346.671          | 128          |
| SL                                              |         |     | 24          | S               | Šlezijsko            | śląskie             | Katovice                            | 12.333         | 4.492.330          | 364          |
| SK                                              |         |     | 26          | T               | Svetokriško          | świętokrzyskie      | Kielce                              | 11.710         | 1.224.626          | 105          |
| WN                                              |         |     | 28          | N               | Varminsko-mazursko   | warmińsko-mazurskie | Olsztyn                             | 24.173         | 1.416.495          | 59           |
| WP                                              |         |     | 30          | P               | Velikopoljsko        | wielkopolskie       | Poznanj                             | 29.826         | 3.496.450          | 117          |
| ZP                                              |         |     | 32          | Z               | Zahodnopomorjansko   | zachodniopomorskie  | Szczecin                            | 22.905         | 1.688.047          | 74           |
| 1 Sedež vojvode. 2 Sedež sejmika in marszałeka. |         |     |             |                 |                      |                     |                                     |                |                    |              |

### Gospodarstvo
Po podatkih Eurostata za leto 2017 se BDP na prebivalca v poljskih vojvodstvih močno razlikuje in obstaja velika razlika med najbogatejšim vojvodstvom na prebivalca (ki je Mazovijsko vojvodstvo 33.500 EUR) in najrevnejšim na prebivalca (ki je Lublinsko vojvodstvo s 14.400 EUR).